# Brill Cagliari 1973-1974
Nella stagione 1973-1974, la Brill Cagliari ha disputato il campionato di Serie A Nazionale,  massimo livello del Basket italiano concludendo il campionato all' ottavo  posto.
In Coppa Italia arrivò seconda nel proprio girone dei quarti di finale dietro la Snaidero Udine venendo eliminata.

## Roster
|  | Naz.                   | Ruolo | Sportivo           | Anno | Alt. | Peso |  |
|  | ---------------------- | ----- | ------------------ | ---- | ---- | ---- |  |
|  | Italia (bandiera)      | A     | Eligio De Rossi    |      |      |      |  |
|  | Argentina (bandiera)   | C     | Carlos Ferello     |      | 193  |      |  |
|  | Italia (bandiera)      | G     | Alberto Pedrazzini |      | 194  |      |  |
|  | Italia (bandiera)      | A     | Salvatore Serra    |      | 197  |      |  |
|  | Italia (bandiera)      | A     | Sandro Spinetti    |      | 190  |      |  |
|  | Stati Uniti (bandiera) | C     | John Sutter        |      | 205  |      |  |
|  | Italia (bandiera)      | A     | Mario Vascellari   |      | 193  |      |  |
|  | Italia (bandiera)      | P     | Massimo Villetti   |      | 184  |      |  |